# Marko Kristal
Marko Kristal (Tallinn, Szovjetunió, 1973. június 2. –) észt labdarúgó-középpályás, edző, a Nõmme Kalju segédedzője.